# Aimé Foncke
Amaat Albrecht Felix (Aimé) Foncke (Landegem, 3 november 1911 – Gent, 15 februari 1981) was een Belgisch bestuurder en politicus voor de CVP.

## Levensloop
Hij werd geboren in het landbouwersgezin van Maurice Foncke en Maria Dobbelaere en had een tweelingbroer, André Foncke. Hij deed studies te Deinze, Sint-Niklaas en Gent, in de landbouw- en zuivelwetenschappen. In 1929 ging hij aan de slag in de pas opgerichte Sint-Mauritiusmelkerij te Nevele. Foncke werd er in 1937 algemeen bestuurder en bleef in functie tot in 1971. Toen ging de melkerij uit Nevele een fusie aan met de Sint-Antoniusmelkerij uit Nazareth. Deze ging later op in Belgomilk uit Langemark.
Foncke was actief in tal van sociale- en beroepsverenigingen in zijn sector. Hij was beheerder en medestichter van gelijkaardige bedrijven zoals de Inco te Gent en de zuivelfabriek De Melkweg te Kallo. Ook werd hij plaatselijk en regionaal actief binnen de CM, ACW en CVP.
In 1959 werd hij verkozen tot gemeenteraadslid van Nevele en bleef dit tot in 1970. Tevens was hij van 1954 tot 1963 lid van de provincieraad van Oost-Vlaanderen, waarna hij een parlementaire loopbaan volgde voor het kiesarrondissement Gent-Eeklo. Van 1963 tot 1965 zetelde hij in de Kamer van volksvertegenwoordigers en daarna van 1965 tot 1968 in de Belgische Senaat ter vervanging van Honoré Verhaest.
In 1962 was hij medestichter en beheerder van de Polikliniek Rerum Novarum te Gent. Het bedrijf in Nevele stond dikwijls model voor bezoeken uit binnen- en buitenland.